# Металл (у-син)
Металл (кит. 金) — четвёртый элемент в цикле у-син. Металл ассоциируется с белым цветом и планетой Венера, западом, осенью, вечером, Белым Тигром.

## Характеристика
С точки зрения китайской философии у-син, Металл символизирует такие качества: твёрдость, жёсткость, сила, настойчивость, решимость, честолюбие, мудрость, ум, самодостаточность, умение решать проблемы в одиночку. Положительная эмоция, связанная с элементом металл — мужество, а отрицательная — горе. Кроме того, характеристики элемента Металл почти идентичны характеристикам элемента Воздух в западной астрологии. В китайской медицине элемент Металл связан с лёгкими, толстой кишкой и носом. В китайской астрологии элемент Металл входит в 10 небесных стеблей (пять элементов в их формах инь и ян), которые объединяются с 12 земными ветвями (или китайскими знаками зодиака), чтобы сформировать 60-летний цикл. Годы Ян заканчиваются на число 0 (например, 1990), а годы Инь на число 1 (например, 1991). Металл управляет китайскими знаками зодиака Обезьяна, Петух и Собака. Элемент Металл связан с планетой Венера из-за её белого цвета (в Китае белый цвет символизировал смерть) и поднимается на запад, как вечерняя звезда. Однако некоторые астрологи предложили вместо этого связать металл с планетой Сатурн на том основании, что ассоциации данного элемента ближе к его западной астрологической концепции. Другие утверждают, что ассоциация с Венерой основана на том, что металл разделяет многие атрибуты элементарного воздуха. Многие спорят об ассоциации с Сатурном на том основании, что металл разделяет многие атрибуты элементарного воздуха, который связан с Сатурном в ведической астрологии.

## Цикл у-син
В цикле взаимопреодоления Металл побеждает Дерево, но Огонь побеждает Металл.
В цикле взаимопорождения Металл создаётся элементом Земля, Металл порождает элемент Вода.